# Kid Koala
Eric San (artisticamente conosciuto come Kid Koala) (Vancouver, 1974) è un disc jockey e turntablist canadese.
È un artista della casa discografica Ninja Tune e si esibisce con una band chiamata Bullfrog.  Ha fatto anche diverse apparizioni con tanti artisti diversi ed ha contribuito in prima persona al progetto Deltron 3030, Gorillaz e la band Lovage.

## Biografia
San ha studiato alla McGill University. È famoso per il suo stile enigmatico nel turntablism nel quale usa dei campionamenti inusuali. È conosciuto come persona gioiosa e per il suo spiccato senso dell'umorismo.
San è anche un illustratore ed artista avendo disegnato personalmente tutte le copertine dei suoi album. Un fumetto da lui disegnato è incluso nell'opuscolo del suo album Carpal Tunnel Syndrome ed ha anche pubblicato una novella illustrata intitolata Nufonia Must Fall comprensiva di colonna sonora sempre da lui composta. Nella confezione dell'album Some of my Best Friends are DJs è inoltre incluso un set di scacchi.
Quest'ultimo album è stato presentato grazie ad un tour promozionale in stile cabaret che toccò tutto il Nord America, Europa ed Australia con il nome di The Short Attention Span Theatre nei quali ogni apertura consisteva di 3 DJ che si districavano con 8 set di piatti, proprio come una band, mentre durante gli intervalli si giocava al bingo. In seguito al tour Kid Koala andò a presentare i suoi album con dei DJ set. Mentre suonava in Asia, Islanda, Europa dell'est, Russia e Sud America inizia alla stesura del suo nuovo libro ed alla realizzazione di un teatrino che prenderà luogo nel 2008.
Le sue abilità tecniche ai piatti gli hanno permesso di usarli come se fossero degli strumenti musicali melodici dove una singola nota lunga fatta suonare sotto la puntina a diverse velocità crea dei pitch diversi. Ma visto che questo metodo di pitching è assai impreciso, la nota suona ondulata e distorta. Questa tecnica si può notare nel brano Drunk Trumpet nel quale Kid usa questa tecnica per simulare un brano suonato da un trombettista ubriaco.
Il 25 settembre 2006 Kid ha pubblicato un nuovo album, intitolato Your Mom's Favourite DJ.

## Discografia
- Carpal Tunnel Syndrome (2000)
- Some of my Best Friends are DJs (2003)
- Your Mom's Favorite DJ (2006)
- 12 bit Blues (2012)
- Music to Draw To (2019)
- Creatures Of The Late Afternoon (2023)

## Altre produzioni degne di nota
- Scratchappyland - mix tape dei primi anni
- Scratchcratchratchatch - album demo, limitato a 500 copie e disponibile unicamente su cassetta (1996)
- Nufonia Must Fall - novella illustrata accompagnata con audio CD di 17 minuti (2003)
- Live from the Short Attention Span Audio Theater Tour!! - 5 tracce live con DVD di accompagnamento contenente i live del tour (2005)

- Wikimedia Commons contiene immagini o altri file su Kid Koala